# Wojciech Dominik Bieniewski
Wojciech Dominik Bieniewski herbu Radwan – podczaszy halicki w latach 1658–1674, wójt dziedziczny kołomyjski w 1652 roku, rotmistrz wojska powiatowego ziemi halickiej w 1657 roku.
Poseł sejmiku halickiego na sejmy 1652 (I), 1653, 1654 (I), 1654 (II), 1659, 1662, 1664/1665 roku.